# Falki Haara

Falka Haara

Falka Haara – pierwsza znana falka, została wprowadzona przez Alfréda Haara w 1909 lub 1910 r. Jest to szczególnie prosta falka, jej funkcja-matka określona jest wzorem:
{\displaystyle H(t)=v{\begin{cases}0&{\textrm {dla}}\quad t<0\\1&{\textrm {dla}}\quad 0\leqslant t<0{,}5\\-1&{\textrm {dla}}\quad 0{,}5\leqslant t<1\\0&{\textrm {dla}}\quad t\geqslant 1\end{cases}}}
Falka ta ma zwarty nośnik {\displaystyle \mathrm {supp(H)} =[0,1],} jednak wadą jest jej nieciągłość, a więc nieróżniczkowalność, co w niektórych zastosowaniach ma znaczenie. Falki te są stosowanie w kompresji obrazów i dźwięku (kompresja falkowa).